# کیستون (ایندیانا)
کیستون (به انگلیسی: Keystone) یک منطقهٔ مسکونی در ایالات متحده آمریکا است که در شهرک چستر واقع شده‌است. کیستون ۲۶۲ متر بالاتر از سطح دریا واقع شده‌است.